# 沙夫海姆
沙夫海姆（德語：Schaafheim）是德国黑森州的一个市镇。总面积32.16平方公里，总人口8943人，其中男性4439人，女性4504人（2011年12月31日），人口密度278人/平方公里。

## 友好城市
- 法國 黎塞留